# 1090 Sumida
1090 Sumida is een planetoïde in het zonnestelsel, die zich in de Planetoïdengordel bevindt. Oorspronkelijk droeg het object de naam 1928 DG.  De huidige naam is een vernoeming naar de Sumidagawa. De planetoïde is ontdekt op 20 februari 1928 door Okuro Oikawa in Tokio.